# 第15太陽周期
第15太陽周期(Solar cycle 15)は、1755年に太陽黒点の活動が記録され始めてから15番目の太陽活動周期である。1913年8月から1923年8月まで10年続いた。太陽黒点の最大数は105.4個で、最小数は5.6個だった。合計約534日間にわたり黒点が現れなかった。1921年5月13日には、大規模な磁気嵐が発生し、カリフォルニア州では通信障害が起こった他、天頂にオーロラが観測された。